# Unió per a la Democràcia Francesa
|  | «UDF» redirigeix aquí. Vegeu-ne altres significats a «Universal Disk Format». |

La Unió per a la Democràcia Francesa (francès Union pour la démocratie française - UDF) va ser un partit polític de França, membre fundador del Partit Demòcrata Europeu. Fou creat el 1978 de la fusió del Parti Radical, del Parti Républicain, del Centre des Démocrates Sociaux i del Mouvement démocrate et social de France (Parti social-démocrate des del 1982). Era presidit per Jean Lecanuet, i nasqué com una aliança electoral de partits de centre no gaullistes per donar suport a la política de Valéry Giscard d'Estaing, aleshores president de la República francesa.

## Evolució
A les eleccions generals del 1978 es convertí en la segona força política francesa i participà en el govern de coalició amb el Rassemblement pour la République (RPR). Fou derrotat a les eleccions generals del 1981 pel Partit Socialista de François Mittérrand, però aconseguí l'any 1986 de formar un altre govern de coalició RPR-UDF, dissolt per la convocatòria anticipada d'eleccions legislatives (1988), en les quals la coalició perdé la majoria. El mateix any, Valéry Giscard d'Estaing en fou nomenat president.
En les eleccions del març del 1993, de nou coalitzat amb el RPR, assolí una àmplia victòria que li atorgà 213 escons i 11 dels 23 ministeris. En les legislatives del juny del 1997 la coalició conservadora fou derrotada pels socialistes, i restà representada amb 108 escons.
En les eleccions regionals del març del 1998 l'RPR i la UDF sumaren el 36% dels vots, però les divisions internes que generà la possible acceptació del suport del Front Nacional (FN) per a prendre el control d'algunes regions (com la Provença-Alps-Costa Blava) comportaren escissions dins de la UDF. Quatre membres d'aquesta formació, inclòs l'exministre de defensa, Charles Millon, desafiaren el líder del partit i retingueren la presidència de les seves respectives regions amb el suport de l'FN. Tots ells foren expulsats del partit i Millon, president de la regió Roine-Alps, en formà un de nou, la Dreta liberal-cristiana. Al maig del 1998 es constituí una aliança dels elements que integraven l'"oposició republicana", l'RPR i la UDF amb Democràcia Liberal (DL).
Però dos dies després de la constitució de l'aliança, DL, liderada per Alain Madelin, trencà amb la UDF. Al setembre del 1998, François Bayrou, exministre d'educació i líder de la Force Démocrate, fou elegit president de la UDF en substitució de François Léotard, que dimití per les acusacions de finançament il·legal del desaparegut Partit republican.
Al novembre del 1998, la confederació UDF esdevingué partit únic, amb Bayrou al capdavant de la formació. Anne-Marie Comparini fou elegida presidenta de la regió Roine-Alps amb els vots del seu partit (UDF) i dels consellers regionals socialistes i verds al gener del 1999. L'RPR i la Démocratie Liberale es decantaren per un altre candidat que també rebé el suport de l'FN. En les eleccions al Parlament Europeu del juny del 1999 la UDF obtingué 9 escons, amb el 9,3% dels vots.
La Unió per a la Democràcia Francesa, havia col·laborat activament amb els partits majoritaris de centredreta (primer el RPR, i posteriorment la UMP) fins que, sota l'últim mandat de Jacques Chirac (2002-2007) i després d'una greu crisi, Bayrou va deixar de donar suport incondicionalment la dreta per a situar-se en una posició equidistant entre la Unió pel Moviment Popular i el Partit Socialista. D'aquesta manera, Bayrou es va presentar a les eleccions presidencials franceses de 2007, on va obtenir uns resultats tres vegades millors que en les passades (un 18,57% dels vots), la qual cosa va ser aprofitat per a crear un nou partit polític abans de les eleccions legislatives de juny per a poder presentar-se independentment de la UMP.
Bayrou, que no va passar a la segona volta, va declarar en una conferència de premsa a París el 25 d'abril (uns dies abans de la segona volta): 
| « | Els francesos trobaran per a representar-los una força d'oposició, lliure, capaç de dir sí si l'acció va en el bon sentit i no si va pel mal camí. Capaç, dit d'altra manera, de fer sortir a la política dels reflexos de sempre a favor o sempre en contra, per a defensar l'interès general. (...) El partit demòcrata defensarà la idea que la responsabilitat de França i d'Europa s'ha d'exercir en particular en l'àmbit de la lluita contra l'escalfament climàtic del planeta, de la defensa de la biodiversitat i del desenvolupament del tercer món, particularment d'Àfrica. Aquest nou partit defensarà la democràcia, com portadora de valors i com ideal, considerant que aquests són els valors que donen sentit a la vida dels homes i a la societat de la qual ells formen part. | » |

Abans d'això, Nicolas Sarkozy ha anat fent picades d'ullet als militants centristes pretenent la seva inclusió en la UMP, objectiu en part assolit, perquè dels 29 parlamentaris centristes en l'assemblea general, tan sols 7 han romàs amb Bayrou mentre que els 22 restants han donat el seu suport a la UMP (el més conegut d'ells és Gilles de Robien). Posteriorment, diversos polítics de la UDF, al no estar d'acord amb la fundació del Moviment Demòcrata, van crear el Nou Centre, liderat per Hervé Morin, i que forma part de la majoria presidencial de Sarkozy.

## Resultats electorals

### Eleccions presidencials
| Any  | Candidat                 | 1a volta  | 1a volta    | 2a volta   | 2a volta    | Resultat |
| Any  | Candidat                 | Vots      | %           | Vots       | %           | Resultat |
| ---- | ------------------------ | --------- | ----------- | ---------- | ----------- | -------- |
| 1981 | Valéry Giscard d'Estaing | 8,222,432 | 28,32 / 100 | 14,642,306 | 48,24 / 100 | Derrota  |
| 1988 | Raymond Barre            | 5,031,849 | 16,55 / 100 | -          | -           | Derrota  |
| 2002 | François Bayrou          | 1,949,170 | 6,84 / 100  | -          | -           | Derrota  |

### Eleccions legislatives
| Any  | Líder                    | 1a volta                            | 1a volta   | 2a volta  | 2a volta | Escons    |
| Any  | Líder                    | Vots                                | %          | Vots      | %        | Escons    |
| ---- | ------------------------ | ----------------------------------- | ---------- | --------- | -------- | --------- |
| 1978 | Jean Lecanuet            | 6,128,849                           | 21.45      | 5,907,603 | 23.18    | 121 / 488 |
| 1981 | Jean-Claude Gaudin       | 4,827,437                           | 19.20      | 3,489,363 | 18.68    | 62 / 491  |
| 1986 | Jean-Claude Gaudin       | 6,008,612 (RPR-UDF) 2,330,167 (UDF) | 21.44 8.31 | N/D       | N/D      | 127 / 573 |
| 1988 | Jean-Claude Gaudin       | 4,519,459                           | 18.50      | 4,299,370 | 21.18    | 129 / 575 |
| 1993 | Valéry Giscard d'Estaing | 4,731,013                           | 18.71      | 5,178,039 | 26.14    | 207 / 577 |
| 1997 | François Léotard         | 3,617,440                           | 14.22      | 5,284,203 | 20.07    | 112 / 577 |
| 2002 | François Bayrou          | 1,226,462                           | 4.86       | 832,785   | 3.92     | 29 / 577  |

### Eleccions europees
| Any  | Líder                    | Vots             | %                | Escons  | Grup                       |
| ---- | ------------------------ | ---------------- | ---------------- | ------- | -------------------------- |
| 1979 | Simone Veil              | 5,588,851        | 27.61 (#1)       | 25 / 81 | LD (17); EPP (8)           |
| 1984 | Simone Veil              | Coalició UDF-RPR | Coalició UDF-RPR | 22 / 81 | LDR (12); EPP (9); EDA (1) |
| 1989 | Valéry Giscard d'Estaing | Coalició UDF-RPR | Coalició UDF-RPR | 12 / 81 | LDR (11); EPP (1)          |
| 1994 | Dominique Baudis         | Coalició UDF-RPR | Coalició UDF-RPR | 14 / 87 | EPP (13); ELDR (1)         |
| 1999 | François Bayrou          | 1,638,680        | 9.28 (#5)        | 9 / 87  | EPP-ED                     |
| 2004 | François Bayrou          | 2,053,446        | 11.96 (#3)       | 11 / 78 | ALDE                       |